# 市民運動 (アイスランド)
市民運動（しみんうんどう、アイスランド語: Borgarahreyfingin）は、かつて存在したアイスランドの政党。
世界金融危機のさなかに実施された2009年総選挙に向けて結成され、アルシング（アイスランド議会）63議席中、4議席を獲得した。
党首を置かずに集団指導体制を取り、金融危機に際して急進的な政策転換を主張していた。